# Lijst van onroerend erfgoed in Wilrijk
Een overzicht van het onroerend erfgoed in het district Wilrijk in de gemeente Antwerpen. Het onroerend erfgoed maakt onderdeel uit van het cultureel erfgoed in België.

## Bouwkundig erfgoed
| Object                                                      | Erfgoedstatus?                    | Bouwjaar of architect                 | Deelgemeente | Adres                                                    | Coördinaten                   | Nummer? | Afbeelding                                                  |
| ----------------------------------------------------------- | --------------------------------- | ------------------------------------- | ------------ | -------------------------------------------------------- | ----------------------------- | ------- | ----------------------------------------------------------- |
| Tennisclub Den Brandt                                       |                                   |                                       | Wilrijk      | Ahornenlaan 31                                           | 51° 10' 37" NB, 4° 24' 20" OL | 11541   | Tennisclub Den Brandt                                       |
| Villa in art-decostijl                                      |                                   |                                       | Wilrijk      | Berkenlaan 29                                            | 51° 10' 49" NB, 4° 23' 42" OL | 11542   | Villa in art-decostijl                                      |
| Villa in cottagestijl                                       |                                   |                                       | Wilrijk      | Berkenlaan 33                                            | 51° 10' 50" NB, 4° 23' 41" OL | 11543   | Villa in cottagestijl                                       |
| Gekoppelde meergezinswoningen in art-nouveaustijl           |                                   |                                       | Wilrijk      | Berkenlaan 71-73                                         | 51° 10' 58" NB, 4° 23' 38" OL | 11544   | Gekoppelde meergezinswoningen in art-nouveaustijl           |
| Modernistische villa                                        |                                   |                                       | Wilrijk      | Berkenlaan 2                                             | 51° 16' 27" NB, 4° 27' 10" OL | 11545   | Modernistische villa                                        |
| Modernistische villa                                        |                                   |                                       | Wilrijk      | Berkenlaan 6                                             | 51° 10' 41" NB, 4° 23' 55" OL | 11546   | Modernistische villa                                        |
| Stenen schandpaal                                           | Monument                          |                                       | Wilrijk      | Bist                                                     | 51° 10' 12" NB, 4° 23' 33" OL | 11547   | Stenen schandpaal                                           |
| Districtshuis Wilrijk                                       | Monument                          |                                       | Wilrijk      | Bist 1                                                   | 51° 10' 9" NB, 4° 23' 39" OL  | 11548   | Districtshuis Wilrijk                                       |
| Neoclassicistische electriciteitscabine                     |                                   |                                       | Wilrijk      | Bist 7                                                   | 51° 10' 10" NB, 4° 23' 36" OL | 11549   | Neoclassicistische electriciteitscabine                     |
| Twee neoclassicistische burgerhuizen                        |                                   |                                       | Wilrijk      | Bist 154-155                                             | 51° 10' 14" NB, 4° 23' 43" OL | 11550   | Twee neoclassicistische burgerhuizen                        |
| Stadswoning                                                 |                                   |                                       | Wilrijk      | Boekstraat 111                                           | 51° 10' 2" NB, 4° 23' 19" OL  | 11551   | Stadswoning                                                 |
| Burgerhuis                                                  |                                   |                                       | Wilrijk      | Boekstraat 84                                            | 51° 10' 5" NB, 4° 23' 22" OL  | 11552   | Burgerhuis                                                  |
| Oude parochiekerk Sint-Jan Maria Vianney                    |                                   |                                       | Wilrijk      | Boomsesteenweg 333                                       | 51° 11' 12" NB, 4° 23' 19" OL | 11553   | Oude parochiekerk Sint-Jan Maria Vianney                    |
| Gemeentelijke meisjesschool en kindertuin                   |                                   |                                       | Wilrijk      | Boomsesteenweg 387                                       | 51° 9' 58" NB, 4° 23' 13" OL  | 11554   | Gemeentelijke meisjesschool en kindertuin                   |
| Nijverheidsgebouwen                                         |                                   |                                       | Wilrijk      | Boomsesteenweg 957                                       | 51° 9' 1" NB, 4° 23' 16" OL   | 11555   | Nijverheidsgebouwen                                         |
| Huis Valaarhof                                              |                                   |                                       | Wilrijk      | Boomsesteenweg 94                                        | 51° 10' 44" NB, 4° 23' 18" OL | 11556   | Huis Valaarhof                                              |
| Hof Ter Beke                                                | Monument                          |                                       | Wilrijk      | Boomsesteenweg 906, Terbekehofdreef 13                   | 51° 9' 8" NB, 4° 22' 43" OL   | 11557   | Hof Ter Beke                                                |
| Modernistisch appartementsgebouw                            |                                   |                                       | Wilrijk      | Cederlaan 15-17                                          | 51° 10' 33" NB, 4° 24' 6" OL  | 11558   | Modernistisch appartementsgebouw                            |
| Elektriciteitscabine                                        |                                   |                                       | Wilrijk      | Cederlaan                                                | 51° 10' 37" NB, 4° 23' 57" OL | 11559   | Elektriciteitscabine                                        |
| Modernistisch appartementsgebouw                            |                                   |                                       | Wilrijk      | Cederlaan 18                                             | 51° 10' 33" NB, 4° 24' 2" OL  | 11560   | Modernistisch appartementsgebouw                            |
| Woning Koumans                                              | Monument                          |                                       | Wilrijk      | Cederlaan 28                                             | 51° 10' 32" NB, 4° 24' 3" OL  | 11561   | Woning Koumans                                              |
| Burgerhuis in art-decostijl                                 |                                   |                                       | Wilrijk      | Cederlaan 32                                             | 51° 10' 32" NB, 4° 24' 4" OL  | 11562   | Burgerhuis in art-decostijl                                 |
| Woning Berckelaers                                          |                                   |                                       | Wilrijk      | Cederlaan 40                                             | 51° 10' 31" NB, 4° 24' 5" OL  | 11563   | Woning Berckelaers                                          |
| Geheel van gekoppelde appartementsgebouwen in art-decostijl |                                   |                                       | Wilrijk      | Cederlaan 50-52                                          | 51° 10' 31" NB, 4° 24' 6" OL  | 11564   | Geheel van gekoppelde appartementsgebouwen in art-decostijl |
| Modernistisch burgerhuis                                    |                                   |                                       | Wilrijk      | Dennenlaan_ANWI 98                                       | 51° 10' 27" NB, 4° 24' 22" OL | 11565   | Modernistisch burgerhuis                                    |
| Apotheek en appartementsgebouw                              |                                   |                                       | Wilrijk      | Dichtersstraat 1                                         | 51° 10' 50" NB, 4° 22' 34" OL | 11566   | Apotheek en appartementsgebouw                              |
| Huis Van den Bergh                                          |                                   |                                       | Wilrijk      | Dichtersstraat 82                                        | 51° 10' 54" NB, 4° 22' 45" OL | 11567   | Huis Van den Bergh                                          |
| Fort 6                                                      |                                   |                                       | Wilrijk      | Edegemsesteenweg 100                                     | 51° 9' 52" NB, 4° 24' 20" OL  | 11568   | Fort 6                                                      |
| Begraafplaats Steytelinck                                   |                                   |                                       | Wilrijk      | Dokter Donnyplein                                        | 51° 10' 1" NB, 4° 24' 10" OL  | 11569   | Begraafplaats Steytelinck                                   |
| Hoeve De tien linden                                        |                                   |                                       | Wilrijk      | Doornstraat 131                                          | 51° 9' 56" NB, 4° 23' 51" OL  | 11570   | Hoeve De tien linden                                        |
| Drie villa's                                                |                                   |                                       | Wilrijk      | Elsdonklaan 4, 8, 18                                     | 51° 10' 15" NB, 4° 25' 23" OL | 11573   | Drie villa's                                                |
| Villa in nieuwe zakelijkheid                                |                                   |                                       | Wilrijk      | Elsdonklaan 10                                           | 51° 10' 19" NB, 4° 25' 21" OL | 11574   | Villa in nieuwe zakelijkheid                                |
| Villa Anna, tweegezinswoning                                |                                   |                                       | Wilrijk      | Frans De Cortlaan 49-51                                  | 51° 10' 41" NB, 4° 23' 44" OL | 11575   | Villa Anna, tweegezinswoning                                |
| Woonkubus                                                   |                                   |                                       | Wilrijk      | Frans De Cortlaan 55                                     | 51° 10' 41" NB, 4° 23' 45" OL | 11576   | Woonkubus                                                   |
| Hoekpand in nieuwe zakelijkheid                             |                                   |                                       | Wilrijk      | Frans Nagelsplein 22                                     | 51° 10' 27" NB, 4° 23' 32" OL | 11577   | Hoekpand in nieuwe zakelijkheid                             |
| Woning Chantraine-Vantvelt                                  | Monument                          |                                       | Wilrijk      | Frans Stienletlaan 33-35                                 | 51° 10' 40" NB, 4° 22' 34" OL | 11578   | Woning Chantraine-Vantvelt                                  |
| Flatgebouw in nieuwe zakelijkheid                           |                                   |                                       | Wilrijk      | Frans van Dunlaan 19-23, Parklaan 1-3                    | 51° 10' 23" NB, 4° 25' 40" OL | 11579   | Flatgebouw in nieuwe zakelijkheid                           |
| Stadswoning                                                 |                                   |                                       | Wilrijk      | Gladiolusstraat 23                                       | 51° 10' 49" NB, 4° 23' 3" OL  | 11580   | Stadswoning                                                 |
| Parochiekerk Pius X                                         |                                   |                                       | Wilrijk      | Groenenborgerlaan 216                                    | 51° 10' 38" NB, 4° 25' 20" OL | 11581   | Parochiekerk Pius X                                         |
| Villa in cottagestijl                                       |                                   |                                       | Wilrijk      | Hagedoornlaan 7                                          | 51° 10' 51" NB, 4° 23' 46" OL | 11582   | Villa in cottagestijl                                       |
| Hoekpand                                                    |                                   |                                       | Wilrijk      | Dokter Veeckmanslaan 49                                  | 51° 10' 36" NB, 4° 23' 33" OL | 11584   | Hoekpand                                                    |
| School Rozenkransinstituut                                  |                                   |                                       | Wilrijk      | Heistraat 255                                            | 51° 10' 40" NB, 4° 23' 32" OL | 11585   | School Rozenkransinstituut                                  |
| Parochiekerk Onze-Lieve-Vrouw Heilige Rozenkrans            |                                   |                                       | Wilrijk      | Heistraat 319                                            | 51° 10' 45" NB, 4° 23' 27" OL | 11586   | Parochiekerk Onze-Lieve-Vrouw Heilige Rozenkrans            |
| Rijksmiddelbare school                                      |                                   |                                       | Wilrijk      | Heistraat 36-38                                          | 51° 10' 19" NB, 4° 23' 41" OL | 11587   | Rijksmiddelbare school                                      |
| Rij stadswoningen                                           |                                   |                                       | Wilrijk      | Heistraat 120-124, 230, 234, 240, 252, 256, 272, 280-282 | 51° 10' 41" NB, 4° 23' 34" OL | 11588   | Rij stadswoningen                                           |
| Winkelhuis en meergezinswoning                              |                                   |                                       | Wilrijk      | Heistraat 314-316                                        | 51° 10' 46" NB, 4° 23' 31" OL | 11589   | Winkelhuis en meergezinswoning                              |
| Hoeve                                                       |                                   |                                       | Wilrijk      | Hof van Mols 31                                          | 51° 10' 43" NB, 4° 23' 17" OL | 11590   | Hoeve                                                       |
| Eengezinswoning                                             |                                   |                                       | Wilrijk      | Hoge-Aardstraat 8                                        | 51° 10' 30" NB, 4° 25' 34" OL | 11591   | Eengezinswoning                                             |
| Modernistische eengezinswoning                              |                                   |                                       | Wilrijk      | Jozef Hertogslaan 7                                      | 51° 10' 28" NB, 4° 24' 46" OL | 11592   | Modernistische eengezinswoning                              |
| Hoekpand met flats en Café Terminus                         |                                   |                                       | Wilrijk      | Heistraat 103                                            | 51° 10' 26" NB, 4° 23' 38" OL | 11593   | Upload foto                                                 |
| Crematorium van Antwerpen                                   |                                   |                                       | Wilrijk      | Jules Moretuslei 2                                       | 51° 10' 11" NB, 4° 22' 24" OL | 11594   | Crematorium van Antwerpen                                   |
| Hoekhuis                                                    |                                   |                                       | Wilrijk      | Jules Moretuslei 270                                     | 51° 10' 19" NB, 4° 23' 17" OL | 11595   | Hoekhuis                                                    |
| Eclectische stadswoning                                     |                                   |                                       | Wilrijk      | Jules Moretuslei 300                                     | 51° 10' 19" NB, 4° 23' 22" OL | 11596   | Eclectische stadswoning                                     |
| Eclectisch burgerhuis                                       |                                   |                                       | Wilrijk      | Jules Moretuslei 362                                     | 51° 10' 19" NB, 4° 23' 32" OL | 11597   | Eclectisch burgerhuis                                       |
| Burgerhuis Anno 1902                                        |                                   |                                       | Wilrijk      | Jules Moretuslei 366                                     | 51° 10' 20" NB, 4° 23' 32" OL | 11598   | Burgerhuis Anno 1902                                        |
| Burgerhuis                                                  |                                   |                                       | Wilrijk      | Jules Moretuslei 374                                     | 51° 10' 20" NB, 4° 23' 34" OL | 11599   | Burgerhuis                                                  |
| Neoclassicistische stadswoning                              |                                   |                                       | Wilrijk      | Jules Moretuslei 484                                     | 51° 10' 21" NB, 4° 23' 52" OL | 11600   | Neoclassicistische stadswoning                              |
| Architectenwoning Paul Meekels                              |                                   |                                       | Wilrijk      | Keizershoevestraat 1                                     | 51° 10' 44" NB, 4° 25' 29" OL | 11601   | Architectenwoning Paul Meekels                              |
| Hoeve met losse bestanddelen                                |                                   |                                       | Wilrijk      | Klaverbladdreef 17                                       | 51° 8' 58" NB, 4° 21' 48" OL  | 11602   | Hoeve met losse bestanddelen                                |
| Domein Kasteel Klaverblad                                   | Monument                          |                                       | Wilrijk      | Klaverbladdreef 60                                       | 51° 9' 13" NB, 4° 21' 41" OL  | 11603   | Domein Kasteel Klaverblad                                   |
| Decanale kerk Sint-Jan-Evangelist                           | orgel                             |                                       | Wilrijk      | Kolonel Slaterplein 1                                    | 51° 10' 35" NB, 4° 22' 40" OL | 11604   | Decanale kerk Sint-Jan-Evangelist                           |
| Stadswoning                                                 |                                   |                                       | Wilrijk      | Koningin Elisabethstraat 13                              | 51° 10' 16" NB, 4° 23' 28" OL | 11605   | Stadswoning                                                 |
| Stadswoning                                                 |                                   |                                       | Wilrijk      | Koning Leopoldstraat 19                                  | 51° 10' 15" NB, 4° 23' 25" OL | 11606   | Stadswoning                                                 |
| Hoekpand                                                    |                                   |                                       | Wilrijk      | Koning Leopoldstraat 2-4                                 | 51° 10' 17" NB, 4° 23' 28" OL | 11607   | Hoekpand                                                    |
| Vier dorpswoningen                                          |                                   |                                       | Wilrijk      | Koornbloemstraat 225-231                                 | 51° 10' 9" NB, 4° 22' 38" OL  | 11608   | Vier dorpswoningen                                          |
| Meergezinswoningen in art-decostijl                         |                                   |                                       | Wilrijk      | Kruishofstraat 219-221                                   | 51° 11' 0" NB, 4° 23' 40" OL  | 11609   | Meergezinswoningen in art-decostijl                         |
| Burgerhuis in art-nouveaustijl                              |                                   |                                       | Wilrijk      | Kruishofstraat 247                                       | 51° 10' 57" NB, 4° 23' 37" OL | 11610   | Burgerhuis in art-nouveaustijl                              |
| Woning De Belder                                            |                                   |                                       | Wilrijk      | Kwikstaartlaan 2                                         | 51° 10' 11" NB, 4° 25' 1" OL  | 11611   | Woning De Belder                                            |
| Fort 7                                                      | Monument                          |                                       | Wilrijk      | Legerstraat 40                                           | 51° 9' 54" NB, 4° 22' 37" OL  | 11612   | Fort 7                                                      |
| Tweegezinswoning in nieuwe zakelijkheid                     |                                   |                                       | Wilrijk      | Elsdonklaan 9, Meerlenlaan 45                            | 51° 10' 19" NB, 4° 25' 26" OL | 11613   | Tweegezinswoning in nieuwe zakelijkheid                     |
| Tweegezinswoning                                            |                                   |                                       | Wilrijk      | Meerlenlaan 47-49                                        | 51° 10' 20" NB, 4° 25' 27" OL | 11614   | Tweegezinswoning                                            |
| Villa                                                       |                                   |                                       | Wilrijk      | Meerlenlaan 51                                           | 51° 10' 20" NB, 4° 25' 27" OL | 11615   | Villa                                                       |
| Villa                                                       |                                   |                                       | Wilrijk      | Meerlenlaan 46                                           | 51° 10' 17" NB, 4° 25' 20" OL | 11617   | Villa                                                       |
| Villa in cottagestijl                                       |                                   |                                       | Wilrijk      | Olmenlaan 7                                              | 51° 10' 39" NB, 4° 23' 59" OL | 11619   | Upload foto                                                 |
| Architectenwoning Jos Ritzen                                |                                   |                                       | Wilrijk      | Oosterveldlaan 6                                         | 51° 10' 32" NB, 4° 24' 45" OL | 11620   | Architectenwoning Jos Ritzen                                |
| Medisch Instituut Sint-Augustinus                           |                                   |                                       | Wilrijk      | Oosterveldlaan 24                                        | 51° 10' 28" NB, 4° 25' 7" OL  | 11621   | Medisch Instituut Sint-Augustinus                           |
| Eengezinswoning                                             |                                   |                                       | Wilrijk      | Oosterveldlaan 50                                        | 51° 10' 30" NB, 4° 25' 15" OL | 11622   | Eengezinswoning                                             |
| Modernistisch appartementsgebouw                            |                                   |                                       | Wilrijk      | Pater De Dekenstraat 30/1                                | 51° 10' 9" NB, 4° 23' 32" OL  | 11625   | Modernistisch appartementsgebouw                            |
| Stadswoning                                                 |                                   |                                       | Wilrijk      | Pater De Dekenstraat 34                                  | 51° 10' 8" NB, 4° 23' 32" OL  | 11626   | Stadswoning                                                 |
| Eenpersoonswoning                                           |                                   |                                       | Wilrijk      | Planetariumlaan 17                                       | 51° 9' 9" NB, 4° 23' 5" OL    | 11627   | Eenpersoonswoning                                           |
| Architectenwoning Bernard Coens                             |                                   |                                       | Wilrijk      | Platanenlaan 41                                          | 51° 10' 31" NB, 4° 24' 17" OL | 11628   | Architectenwoning Bernard Coens                             |
| Résidence Elsdonck                                          | Monument: rechterdeel, linkerdeel |                                       | Wilrijk      | Prins Boudewijnlaan 308-326                              | 51° 10' 21" NB, 4° 25' 31" OL | 11629   | Résidence Elsdonck                                          |
| Elektriciteitscabine                                        |                                   |                                       | Wilrijk      | Prinses Astridlaan 24                                    | 51° 10' 24" NB, 4° 24' 37" OL | 11630   | Elektriciteitscabine                                        |
| Modernistische villa                                        |                                   |                                       | Wilrijk      | Prins Karellaan 35                                       | 51° 10' 31" NB, 4° 24' 48" OL | 11631   | Modernistische villa                                        |
| Domein Schoonselhof                                         | Monument: kasteel en neerhof      |                                       | Wilrijk      | Krijgsbaan 100                                           | 51° 9' 58" NB, 4° 22' 1" OL   | 11634   | Domein Schoonselhof                                         |
| Winkelhuis                                                  |                                   |                                       | Wilrijk      | Sint-Bavostraat 83                                       | 51° 10' 15" NB, 4° 24' 11" OL | 11635   | Winkelhuis                                                  |
| Neoclassicistische stadswoning                              |                                   |                                       | Wilrijk      | Sint-Bavostraat 85                                       | 51° 10' 15" NB, 4° 24' 11" OL | 11636   | Neoclassicistische stadswoning                              |
| Drie neoclassicistische stadswoningen                       |                                   |                                       | Wilrijk      | Sint-Bavostraat 89, 113-115                              | 51° 10' 17" NB, 4° 24' 16" OL | 11637   | Drie neoclassicistische stadswoningen                       |
| Kasteeltje Ieperman                                         |                                   |                                       | Wilrijk      | Bist 164, Kerkelei 43, Sint-Bavostraat 2                 | 51° 10' 9" NB, 4° 23' 48" OL  | 11638   | Kasteeltje Ieperman                                         |
| Pastorie van de Sint-Bavoparochie                           |                                   |                                       | Wilrijk      | Sint-Bavostraat 16                                       | 51° 10' 13" NB, 4° 24' 6" OL  | 11639   | Pastorie van de Sint-Bavoparochie                           |
| Parochiekerk Sint-Bavo                                      | Monument orgel                    |                                       | Wilrijk      | Sint-Bavostraat 18                                       | 51° 10' 14" NB, 4° 24' 11" OL | 11640   | Parochiekerk Sint-Bavo                                      |
| Huis Steytelinck                                            |                                   |                                       | Wilrijk      | Sint-Bavostraat 20                                       | 51° 10' 14" NB, 4° 24' 13" OL | 11641   | Huis Steytelinck                                            |
| Neoclassicistisch burgerhuis                                |                                   |                                       | Wilrijk      | Sint-Camillusstraat 79                                   | 51° 10' 18" NB, 4° 23' 53" OL | 11642   | Neoclassicistisch burgerhuis                                |
| Vroeg-modernistische villa                                  |                                   |                                       | Wilrijk      | Sorbenlaan 17                                            | 51° 10' 43" NB, 4° 24' 1" OL  | 11643   | Vroeg-modernistische villa                                  |
| Modernistische villa                                        |                                   |                                       | Wilrijk      | Sorbenlaan 29                                            | 51° 10' 39" NB, 4° 24' 16" OL | 11644   | Modernistische villa                                        |
| Modernistische rijhuizen                                    |                                   |                                       | Wilrijk      | Sorbenlaan 49-55                                         | 51° 10' 33" NB, 4° 24' 24" OL | 11645   | Modernistische rijhuizen                                    |
| Woning Baré                                                 |                                   |                                       | Wilrijk      | Sorbenlaan 57                                            | 51° 10' 33" NB, 4° 24' 25" OL | 11646   | Woning Baré                                                 |
| Villa in cottagestijl                                       |                                   | 1926 Alfred Portielje en Jan De Braey | Wilrijk      | Sorbenlaan 12                                            | 51° 10' 43" NB, 4° 23' 56" OL | 11647   | Villa in cottagestijl                                       |
| Modernistisch burgerhuis                                    |                                   |                                       | Wilrijk      | Sorbenlaan 52                                            | 51° 10' 33" NB, 4° 24' 22" OL | 11648   | Modernistisch burgerhuis                                    |
| Modernistisch burgerhuis                                    |                                   |                                       | Wilrijk      | Sorbenlaan 68                                            | 51° 10' 32" NB, 4° 24' 24" OL | 11649   | Modernistisch burgerhuis                                    |
| Eenheidsbebouwing, architectenwoning Georges Arends         |                                   |                                       | Wilrijk      | Sterrenlaan 34-36                                        | 51° 10' 13" NB, 4° 25' 22" OL | 11650   | Eenheidsbebouwing, architectenwoning Georges Arends         |
| Eenheidsbebouwing                                           |                                   |                                       | Wilrijk      | Sterrenlaan 44-46                                        | 51° 10' 14" NB, 4° 25' 28" OL | 11651   | Eenheidsbebouwing                                           |
| Stadswoning                                                 |                                   |                                       | Wilrijk      | Vaderlandstraat 48                                       | 51° 12' 40" NB, 4° 26' 28" OL | 11653   | Stadswoning                                                 |
| Drie appartementsgebouwen in art-decostijl                  |                                   |                                       | Wilrijk      | Vijverlaan 53-61                                         | 51° 10' 31" NB, 4° 24' 10" OL | 11654   | Drie appartementsgebouwen in art-decostijl                  |
| Arbeiderswoning                                             |                                   |                                       | Wilrijk      | Vuurmolenstraat 40                                       | 51° 10' 7" NB, 4° 23' 24" OL  | 11655   | Arbeiderswoning                                             |
| Modernistisch burgerhuis                                    |                                   |                                       | Wilrijk      | Wilgenlaan 17                                            | 51° 10' 29" NB, 4° 24' 12" OL | 11656   | Modernistisch burgerhuis                                    |
| Naoorlogse bel-etagewoning                                  |                                   |                                       | Wilrijk      | Wilgenlaan 19                                            | 51° 10' 29" NB, 4° 24' 12" OL | 11657   | Naoorlogse bel-etagewoning                                  |
| Modernistisch burgerhuis                                    |                                   |                                       | Wilrijk      | Wilgenlaan 55                                            | 51° 10' 33" NB, 4° 24' 13" OL | 11658   | Modernistisch burgerhuis                                    |
| Modernistisch burgerhuis                                    |                                   |                                       | Wilrijk      | Wilgenlaan 50                                            | 51° 10' 32" NB, 4° 24' 16" OL | 11659   | Modernistisch burgerhuis                                    |
| Woning Riellaerts                                           |                                   |                                       | Wilrijk      | Zinkhoevelaan 23                                         | 51° 10' 38" NB, 4° 23' 50" OL | 11660   | Woning Riellaerts                                           |
| Twee villa's in nieuwe zakelijkheid                         |                                   |                                       | Wilrijk      | Zwanenlaan 6-8                                           | 51° 10' 19" NB, 4° 25' 12" OL | 11661   | Twee villa's in nieuwe zakelijkheid                         |
| Villa                                                       |                                   |                                       | Wilrijk      | Zwanenlaan 10                                            | 51° 10' 19" NB, 4° 25' 13" OL | 11662   | Villa                                                       |
| Burgerhuis in beaux-artsstijl                               |                                   |                                       | Wilrijk      | Acacialaan 46                                            | 51° 10' 56" NB, 4° 23' 43" OL | 83623   | Burgerhuis in beaux-artsstijl                               |
| Rijwoningen ontworpen door G. Traets                        |                                   |                                       | Wilrijk      | Boomsesteenweg 600-602                                   |                               | 213790  | Rijwoningen ontworpen door G. Traets                        |
| Burgerhuis in art-nouveaustijl                              |                                   |                                       | Wilrijk      | Kruishofstraat 207                                       |                               | 214186  | Burgerhuis in art-nouveaustijl                              |
| Burgerhuis in beaux-artsstijl                               |                                   |                                       | Wilrijk      | Kruishofstraat 217                                       |                               | 214187  | Burgerhuis in beaux-artsstijl                               |
| Eclectisch burgerhuis                                       |                                   |                                       | Wilrijk      | Kruishofstraat 225                                       |                               | 214188  | Eclectisch burgerhuis                                       |
| Eclectisch burgerhuis                                       |                                   |                                       | Wilrijk      | Kruishofstraat 229                                       |                               | 214189  | Eclectisch burgerhuis                                       |
| Gekoppelde meergezinswoningen                               |                                   |                                       | Wilrijk      | Kruishofstraat 335-337                                   |                               | 214190  | Gekoppelde meergezinswoningen                               |
| Burgerhuis in art-nouveaustijl                              |                                   |                                       | Wilrijk      | Kruishofstraat 227                                       |                               | 214218  | Burgerhuis in art-nouveaustijl                              |
| Eclectisch burgerhuis                                       |                                   |                                       | Wilrijk      | Kruishofstraat 233                                       |                               | 214219  | Eclectisch burgerhuis                                       |
| Eclectisch burgerhuis of meergezinswoning                   |                                   |                                       | Wilrijk      | Kruishofstraat 237                                       |                               | 214220  | Eclectisch burgerhuis of meergezinswoning                   |
| Eclectisch burgerhuis of meergezinswoning                   |                                   |                                       | Wilrijk      | Kruishofstraat 239                                       |                               | 214221  | Eclectisch burgerhuis of meergezinswoning                   |
| Eclectisch burgerhuis of meergezinswoning                   |                                   |                                       | Wilrijk      | Kruishofstraat 243                                       |                               | 214222  | Eclectisch burgerhuis of meergezinswoning                   |
| Rijhuis in eclectische stijl                                |                                   |                                       | Wilrijk      | Kruishofstraat 249                                       |                               | 214223  | Rijhuis in eclectische stijl                                |
| Modernistisch rijhuis                                       |                                   |                                       | Wilrijk      | Kruishofstraat 238                                       |                               | 214293  | Modernistisch rijhuis                                       |
| Meergezinswoning in art-decostijl                           |                                   |                                       | Wilrijk      | Kruishofstraat 242                                       |                               | 214294  | Meergezinswoning in art-decostijl                           |
| Burgerhuis of meergezinswoning in art-decostijl             |                                   |                                       | Wilrijk      | Kruishofstraat 244                                       |                               | 214295  | Burgerhuis of meergezinswoning in art-decostijl             |
| Commandobunker Schijnvliegveld Wilrijk                      |                                   |                                       | Wilrijk      | Klaverbladdreef                                          |                               | 214795  | Commandobunker Schijnvliegveld Wilrijk                      |
| Villa in naoorlogs modernisme                               |                                   |                                       | Wilrijk      | Groenenborgerlaan 132                                    |                               | 214952  | Villa in naoorlogs modernisme                               |
| Villa in cottagestijl                                       |                                   |                                       | Wilrijk      | Acacialaan 51                                            |                               | 215097  | Villa in cottagestijl                                       |
| Villa in cottagestijl                                       |                                   |                                       | Wilrijk      | Acacialaan 53                                            |                               | 215098  | Villa in cottagestijl                                       |
| Villa in cottagestijl                                       |                                   |                                       | Wilrijk      | Acacialaan 38                                            |                               | 215102  | Villa in cottagestijl                                       |
| Villa in cottagestijl                                       |                                   |                                       | Wilrijk      | Acacialaan 44                                            |                               | 215103  | Villa in cottagestijl                                       |
| Gekoppelde burgerhuizen in cottagestijl                     |                                   |                                       | Wilrijk      | Acacialaan 56-58                                         |                               | 215105  | Gekoppelde burgerhuizen in cottagestijl                     |
| Burgerhuis in cottagestijl                                  |                                   |                                       | Wilrijk      | Acacialaan 60                                            |                               | 215106  | Burgerhuis in cottagestijl                                  |
| Burgerhuis in neotraditionele stijl                         |                                   |                                       | Wilrijk      | Acacialaan 62                                            |                               | 215107  | Burgerhuis in neotraditionele stijl                         |
| Burgerhuis in art-decostijl                                 |                                   |                                       | Wilrijk      | Acacialaan 66                                            |                               | 215108  | Burgerhuis in art-decostijl                                 |
| Villa in cottagestijl                                       |                                   |                                       | Wilrijk      | Hagedoornlaan 11                                         |                               | 215110  | Villa in cottagestijl                                       |
| Villa in cottagestijl                                       |                                   |                                       | Wilrijk      | Hagedoornlaan 13                                         |                               | 215111  | Villa in cottagestijl                                       |
| Villa Coccinelle                                            |                                   |                                       | Wilrijk      | Hagedoornlaan 15                                         |                               | 215112  | Villa Coccinelle                                            |
| Villa in eclectische stijl                                  |                                   |                                       | Wilrijk      | Hagedoornlaan 12                                         |                               | 215117  | Villa in eclectische stijl                                  |
| Villa in cottagestijl                                       |                                   |                                       | Wilrijk      | Hagedoornlaan 18                                         |                               | 215118  | Villa in cottagestijl                                       |
| Villa in cottagestijl                                       |                                   |                                       | Wilrijk      | Hagedoornlaan 20                                         |                               | 215119  | Villa in cottagestijl                                       |
| Villa in cottagestijl                                       |                                   |                                       | Wilrijk      | Olmenlaan 4                                              |                               | 215131  | Villa in cottagestijl                                       |
| Villa in cottagestijl                                       |                                   |                                       | Wilrijk      | Olmenlaan 13                                             |                               | 215132  | Villa in cottagestijl                                       |
| Gekoppelde villa's in art-decostijl                         |                                   |                                       | Wilrijk      | Olmenlaan 9-11                                           |                               | 215133  | Gekoppelde villa's in art-decostijl                         |
| Villa in cottagestijl                                       |                                   |                                       | Wilrijk      | Kastanjelaan 9                                           |                               | 215134  | Villa in cottagestijl                                       |
| Villa in art-decostijl                                      |                                   |                                       | Wilrijk      | Kastanjelaan 13                                          |                               | 215135  | Villa in art-decostijl                                      |
| Villa Bloemfontein                                          |                                   |                                       | Wilrijk      | Kastanjelaan 10                                          |                               | 215137  | Villa Bloemfontein                                          |
| Villa in cottagestijl                                       |                                   |                                       | Wilrijk      | Kastanjelaan 14                                          |                               | 215138  | Villa in cottagestijl                                       |
| Gekoppelde meergezinswoningen in beaux-artsstijl            |                                   |                                       | Wilrijk      | Eglantierlaan 47-49                                      |                               | 215149  | Gekoppelde meergezinswoningen in beaux-artsstijl            |
| Meergezinswoning in beaux-artsstijl                         |                                   |                                       | Wilrijk      | Eglantierlaan 51                                         |                               | 215150  | Meergezinswoning in beaux-artsstijl                         |
| Een- of meergezinswoning in art-nouveaustijl                |                                   |                                       | Wilrijk      | Eglantierlaan 53                                         |                               | 215151  | Een- of meergezinswoning in art-nouveaustijl                |
| Meergezinswoning met latente art-nouveau-inslag             |                                   |                                       | Wilrijk      | Eglantierlaan 55                                         |                               | 215152  | Meergezinswoning met latente art-nouveau-inslag             |
| Een- of meergezinswoning in art-nouveaustijl                |                                   |                                       | Wilrijk      | Eglantierlaan 59                                         |                               | 215154  | Een- of meergezinswoning in art-nouveaustijl                |
| Eclectische een- of meergezinswoning                        |                                   |                                       | Wilrijk      | Eglantierlaan 61                                         |                               | 215155  | Eclectische een- of meergezinswoning                        |
| Eclectische meergezinswoning                                |                                   |                                       | Wilrijk      | Eglantierlaan 67                                         |                               | 215156  | Eclectische meergezinswoning                                |
| Burgerhuis in art-nouveaustijl                              |                                   |                                       | Wilrijk      | Eglantierlaan 69                                         |                               | 215157  | Burgerhuis in art-nouveaustijl                              |
| Burgerhuis in art-nouveaustijl                              |                                   |                                       | Wilrijk      | Eglantierlaan 71                                         |                               | 215158  | Burgerhuis in art-nouveaustijl                              |
| Meergezinswoning met art-nouveau-inslag                     |                                   |                                       | Wilrijk      | Eglantierlaan 73                                         |                               | 215159  | Meergezinswoning met art-nouveau-inslag                     |
| Eclectische meergezinswoning                                |                                   |                                       | Wilrijk      | Eglantierlaan 75                                         |                               | 215160  | Eclectische meergezinswoning                                |
| Eclectische een- of meergezinswoning                        |                                   |                                       | Wilrijk      | Eglantierlaan 77                                         |                               | 215161  | Eclectische een- of meergezinswoning                        |
| Burgerhuis of meergezinswoning in beaux-artsstijl           |                                   |                                       | Wilrijk      | Eglantierlaan 79                                         |                               | 215162  | Burgerhuis of meergezinswoning in beaux-artsstijl           |
| Gekoppelde een- of meergezinswoningen in art-nouveaustijl   |                                   |                                       | Wilrijk      | Eglantierlaan 81-83                                      |                               | 215163  | Gekoppelde een- of meergezinswoningen in art-nouveaustijl   |
| Gekoppelde een- of meergezinswoningen in cottagestijl       |                                   |                                       | Wilrijk      | Eglantierlaan 87-89                                      |                               | 215164  | Gekoppelde een- of meergezinswoningen in cottagestijl       |
| Geheel van drie meergezinswoningen in eclectische stijl     |                                   |                                       | Wilrijk      | Eglantierlaan 91-95                                      |                               | 215165  | Geheel van drie meergezinswoningen in eclectische stijl     |
| Café en winkel in neo-Vlaamserenaissance-stijl              |                                   |                                       | Wilrijk      | Berkenlaan 42, Eglantierlaan 97-99                       |                               | 215166  | Café en winkel in neo-Vlaamserenaissance-stijl              |
| Geheel van vier eclectische een- of meergezinswoningen      |                                   |                                       | Wilrijk      | Eglantierlaan 76-82                                      |                               | 215169  | Geheel van vier eclectische een- of meergezinswoningen      |
| Meergezinswoning in beaux-artsstijl                         |                                   |                                       | Wilrijk      | Eglantierlaan 84                                         |                               | 215170  | Meergezinswoning in beaux-artsstijl                         |
| Meergezinswoning in art-nouveaustijl                        |                                   |                                       | Wilrijk      | Eglantierlaan 88                                         |                               | 215171  | Meergezinswoning in art-nouveaustijl                        |
| Een- of meergezinswoning in beaux-artsstijl                 |                                   |                                       | Wilrijk      | Eglantierlaan 90                                         |                               | 215172  | Een- of meergezinswoning in beaux-artsstijl                 |
| Eclectische meergezinswoning                                |                                   |                                       | Wilrijk      | Eglantierlaan 92                                         |                               | 215173  | Eclectische meergezinswoning                                |
| Eclectische meergezinswoning                                |                                   |                                       | Wilrijk      | Eglantierlaan 94                                         |                               | 215174  | Eclectische meergezinswoning                                |
| Eclectische een- of meergezinswoning                        |                                   |                                       | Wilrijk      | Eglantierlaan 98                                         |                               | 215175  | Eclectische een- of meergezinswoning                        |
| Eclectische een- of meergezinswoning                        |                                   |                                       | Wilrijk      | Eglantierlaan 100                                        |                               | 215176  | Eclectische een- of meergezinswoning                        |
| Eclectische een- of meergezinswoning                        |                                   |                                       | Wilrijk      | Eglantierlaan 104                                        |                               | 215177  | Eclectische een- of meergezinswoning                        |
| Eclectische een- of meergezinswoning                        |                                   |                                       | Wilrijk      | Eglantierlaan 106                                        |                               | 215178  | Eclectische een- of meergezinswoning                        |
| Eclectische meergezinswoning                                |                                   |                                       | Wilrijk      | Eglantierlaan 108                                        |                               | 215179  | Eclectische meergezinswoning                                |
| Geheel van drie meergezinswoningen in beaux-artsstijl       |                                   |                                       | Wilrijk      | Eglantierlaan 110-114                                    |                               | 215180  | Geheel van drie meergezinswoningen in beaux-artsstijl       |
| Twee meergezinswoningen in beaux-artsstijl                  |                                   |                                       | Wilrijk      | Eglantierlaan 116, 120                                   |                               | 215181  | Twee meergezinswoningen in beaux-artsstijl                  |
| Eclectische een- of meergezinswoning                        |                                   |                                       | Wilrijk      | Eglantierlaan 124                                        |                               | 215182  | Eclectische een- of meergezinswoning                        |
| Les Erables                                                 |                                   |                                       | Wilrijk      | Ahornenlaan 1                                            |                               | 215325  | Les Erables                                                 |
| Villa in cottagestijl                                       |                                   |                                       | Wilrijk      | Ahornenlaan 14                                           |                               | 215326  | Villa in cottagestijl                                       |
| Villa in cottagestijl                                       |                                   |                                       | Wilrijk      | Berkenlaan 19                                            |                               | 215327  | Villa in cottagestijl                                       |
| Villa in cottagestijl                                       |                                   |                                       | Wilrijk      | Berkenlaan 20                                            |                               | 215328  | Villa in cottagestijl                                       |
| Villa in art-decostijl                                      |                                   |                                       | Wilrijk      | Berkenlaan 21                                            |                               | 215329  | Villa in art-decostijl                                      |
| Villa in art-decostijl                                      |                                   |                                       | Wilrijk      | Berkenlaan 23                                            |                               | 215330  | Villa in art-decostijl                                      |
| Villa in cottagestijl                                       |                                   |                                       | Wilrijk      | Berkenlaan 27                                            |                               | 215331  | Villa in cottagestijl                                       |
| Villa in cottagestijl                                       |                                   |                                       | Wilrijk      | Berkenlaan 28                                            |                               | 215332  | Villa in cottagestijl                                       |
| Villa in cottagestijl                                       |                                   |                                       | Wilrijk      | Berkenlaan 32                                            |                               | 215333  | Villa in cottagestijl                                       |
| Meergezinswoning en burgerhuis in beaux-artsstijl           |                                   |                                       | Wilrijk      | Berkenlaan 36, 40                                        |                               | 215334  | Meergezinswoning en burgerhuis in beaux-artsstijl           |
| Villa in cottagestijl                                       |                                   |                                       | Wilrijk      | Berkenlaan 41                                            |                               | 215335  | Villa in cottagestijl                                       |
| Eenheidsbebouwing in art-decostijl                          |                                   |                                       | Wilrijk      | Berkenlaan 57-61                                         |                               | 215336  | Eenheidsbebouwing in art-decostijl                          |
| Eclectische meergezinswoning                                |                                   |                                       | Wilrijk      | Berkenlaan 55                                            |                               | 215337  | Eclectische meergezinswoning                                |
| Villa in art-decostijl                                      |                                   |                                       | Wilrijk      | Cederlaan 4                                              |                               | 215338  | Villa in art-decostijl                                      |
| Burgerhuis in neotraditionele stijl                         |                                   |                                       | Wilrijk      | Cederlaan 9                                              |                               | 215339  | Burgerhuis in neotraditionele stijl                         |
| Burgerhuis in cottagestijl                                  |                                   |                                       | Wilrijk      | Cederlaan 54                                             |                               | 215340  | Burgerhuis in cottagestijl                                  |
| Villa in cottagestijl                                       |                                   |                                       | Wilrijk      | Berkenlaan 39, 39A                                       |                               | 215341  | Villa in cottagestijl                                       |
| Meergezinswoning in neotrationele stijl                     |                                   |                                       | Wilrijk      | Berkenlaan 47                                            |                               | 215342  | Meergezinswoning in neotrationele stijl                     |
| Een- of meergezinswoning in cottagestijl                    |                                   |                                       | Wilrijk      | Berkenlaan 49                                            |                               | 215343  | Een- of meergezinswoning in cottagestijl                    |
| Eclectische meergezinswoning                                |                                   |                                       | Wilrijk      | Berkenlaan 52                                            |                               | 215344  | Eclectische meergezinswoning                                |
| Eclectische een- of meergezinswoning                        |                                   |                                       | Wilrijk      | Berkenlaan 53                                            |                               | 215345  | Eclectische een- of meergezinswoning                        |
| Eclectische een- of meergezinswoning                        |                                   |                                       | Wilrijk      | Berkenlaan 75                                            |                               | 215346  | Eclectische een- of meergezinswoning                        |
| Eclectisch burgerhuis                                       |                                   |                                       | Wilrijk      | Dennenlaan_ANWI 46                                       |                               | 215356  | Eclectisch burgerhuis                                       |
| Burgerhuis in cottagestijl                                  |                                   |                                       | Wilrijk      | Groenenborgerlaan 15                                     |                               | 215357  | Burgerhuis in cottagestijl                                  |
| Villa in cottagestijl                                       |                                   |                                       | Wilrijk      | Groenenborgerlaan 150                                    |                               | 215358  | Villa in cottagestijl                                       |
| Bel-etagewoning in naoorlogs modernisme                     |                                   |                                       | Wilrijk      | Platanenlaan 53A                                         |                               | 215360  | Bel-etagewoning in naoorlogs modernisme                     |
| Meergezinswoning in naoorlogs modernisme                    |                                   |                                       | Wilrijk      | Platanenlaan 21                                          |                               | 215361  | Meergezinswoning in naoorlogs modernisme                    |
| Villa in cottagestijl                                       |                                   |                                       | Wilrijk      | Sorbenlaan 15                                            |                               | 215362  | Villa in cottagestijl                                       |
| Villa in beaux-artsstijl                                    |                                   |                                       | Wilrijk      | Sorbenlaan 19                                            |                               | 215363  | Villa in beaux-artsstijl                                    |
| Twee vroeg-modernistische villa's                           |                                   |                                       | Wilrijk      | Sorbenlaan 31-33                                         |                               | 215364  | Twee vroeg-modernistische villa's                           |
| Villa in art-decostijl                                      |                                   |                                       | Wilrijk      | Sorbenlaan 16                                            |                               | 215365  | Villa in art-decostijl                                      |
| Villa in cottagestijl                                       |                                   |                                       | Wilrijk      | Sorbenlaan 20                                            |                               | 215366  | Villa in cottagestijl                                       |
| Villa in beaux-artsstijl                                    |                                   |                                       | Wilrijk      | Sorbenlaan 24                                            |                               | 215367  | Villa in beaux-artsstijl                                    |
| Villa in traditionalistische stijl                          |                                   |                                       | Wilrijk      | Sorbenlaan 26                                            |                               | 215368  | Villa in traditionalistische stijl                          |
| Villa in beaux-artsstijl                                    |                                   |                                       | Wilrijk      | Sorbenlaan 28                                            |                               | 215369  | Villa in beaux-artsstijl                                    |
| Villa in beaux-artsstijl                                    |                                   |                                       | Wilrijk      | Sorbenlaan 30                                            |                               | 215370  | Villa in beaux-artsstijl                                    |
| Eclectische een- of meergezinswoning                        |                                   |                                       | Wilrijk      | Varenlaan 9                                              |                               | 215371  | Eclectische een- of meergezinswoning                        |
| Eclectische een- of meergezinswoningen                      |                                   |                                       | Wilrijk      | Varenlaan 11, 15                                         |                               | 215372  | Eclectische een- of meergezinswoningen                      |
| Eclectische een- of meergezinswoning                        |                                   |                                       | Wilrijk      | Varenlaan 13                                             |                               | 215373  | Eclectische een- of meergezinswoning                        |
| Eclectische een- of meergezinswoningen                      |                                   |                                       | Wilrijk      | Varenlaan 17-19                                          |                               | 215374  | Eclectische een- of meergezinswoningen                      |
| Eclectische een- of meergezinswoning                        |                                   |                                       | Wilrijk      | Varenlaan 21                                             |                               | 215375  | Eclectische een- of meergezinswoning                        |
| Twee eclectische een- of meergezinswoningen                 |                                   |                                       | Wilrijk      | Varenlaan 23, 29                                         |                               | 215376  | Twee eclectische een- of meergezinswoningen                 |
| Villa in cottagestijl                                       |                                   |                                       | Wilrijk      | Vijverlaan 9                                             |                               | 215378  | Villa in cottagestijl                                       |
| Villa in cottagestijl                                       |                                   |                                       | Wilrijk      | Vijverlaan 8                                             |                               | 215379  | Villa in cottagestijl                                       |
| Burgerhuis in cottagestijl                                  |                                   |                                       | Wilrijk      | Vijverlaan 24                                            |                               | 215380  | Burgerhuis in cottagestijl                                  |
| Burgerhuis in cottagestijl                                  |                                   |                                       | Wilrijk      | Vijverlaan 26                                            |                               | 215381  | Burgerhuis in cottagestijl                                  |
| Burgerhuis in neotraditionele stijl                         |                                   |                                       | Wilrijk      | Wilgenlaan 46                                            |                               | 215382  | Burgerhuis in neotraditionele stijl                         |
| Burgerhuis in art-decostijl                                 |                                   |                                       | Wilrijk      | Wilgenlaan 48                                            |                               | 215383  | Burgerhuis in art-decostijl                                 |
| Neotraditioneel burgerhuis                                  |                                   |                                       | Wilrijk      | Eglantierlaan 85                                         |                               | 215510  | Neotraditioneel burgerhuis                                  |
| Parochiekerk Sint-Jan Maria Vianney                         |                                   |                                       | Wilrijk      | Valkenveld                                               |                               | 215635  | Parochiekerk Sint-Jan Maria Vianney                         |
| Schans XVI                                                  |                                   |                                       | Wilrijk      | Klaverbladdreef                                          |                               | 216068  | Schans XVI                                                  |
| Eclectische meergezinswoningen                              |                                   |                                       | Wilrijk      | Eglantierlaan 63-65                                      |                               | 216112  | Eclectische meergezinswoningen                              |
| Oorlogsmonument en ereperk begraafplaats Steytelinck        |                                   |                                       | Wilrijk      | Dokter Donnyplein                                        |                               | 216129  | Oorlogsmonument en ereperk begraafplaats Steytelinck        |
| Houten huis                                                 |                                   |                                       | Wilrijk      | Koornbloemstraat 176                                     |                               | 216163  | Upload foto                                                 |
| Krijgsbegraafplaats                                         | Monument                          |                                       | Wilrijk      | Krijgsbaan 100                                           |                               | 216186  | Upload foto                                                 |
| Villa in cottagestijl                                       |                                   |                                       | Wilrijk      | Berkenlaan 31                                            |                               | 216187  | Villa in cottagestijl                                       |
| Villa in art-decostijl                                      |                                   |                                       | Wilrijk      | Berkenlaan 25                                            |                               | 216188  | Villa in art-decostijl                                      |
| Villa in cottagestijl                                       |                                   |                                       | Wilrijk      | Berkenlaan 4                                             |                               | 216189  | Villa in cottagestijl                                       |
| Villa in cottagestijl                                       |                                   |                                       | Wilrijk      | Berkenlaan 30                                            |                               | 216190  | Villa in cottagestijl                                       |
| Burgerhuis in art-decostijl                                 |                                   |                                       | Wilrijk      | Berkenlaan 43                                            |                               | 216191  | Burgerhuis in art-decostijl                                 |
| Burgerhuis in art-decostijl                                 |                                   |                                       | Wilrijk      | Berkenlaan 45                                            |                               | 216192  | Burgerhuis in art-decostijl                                 |
| Meergezinswoning in beaux-artsstijl                         |                                   |                                       | Wilrijk      | Eglantierlaan 118                                        |                               | 216311  | Meergezinswoning in beaux-artsstijl                         |
| Eclectische meergezinswoning                                |                                   |                                       | Wilrijk      | Eglantierlaan 102                                        |                               | 216312  | Eclectische meergezinswoning                                |
| Villa in cottagestijl                                       |                                   |                                       | Wilrijk      | Ahornenlaan 7                                            |                               | 216481  | Villa in cottagestijl                                       |
| Villa in art-decostijl                                      |                                   |                                       | Wilrijk      | Ahornenlaan 9                                            |                               | 216482  | Villa in art-decostijl                                      |
| Villa in cottagestijl                                       |                                   |                                       | Wilrijk      | Ahornenlaan 21                                           |                               | 216483  | Villa in cottagestijl                                       |
| Villa in art-decostijl                                      |                                   |                                       | Wilrijk      | Sorbenlaan 27                                            |                               | 216510  | Villa in art-decostijl                                      |
| Villa in cottagestijl                                       |                                   |                                       | Wilrijk      | Ahornenlaan 4                                            |                               | 216556  | Villa in cottagestijl                                       |
| Burgerhuis in art-decostijl                                 |                                   |                                       | Wilrijk      | Sorbenlaan 37                                            |                               | 216558  | Burgerhuis in art-decostijl                                 |
| Villa in cottagestijl                                       |                                   |                                       | Wilrijk      | Cederlaan 6                                              |                               | 216559  | Villa in cottagestijl                                       |
| Villa in naoorlogs modernisme                               |                                   |                                       | Wilrijk      | Ahornenlaan 30A                                          |                               | 216609  | Villa in naoorlogs modernisme                               |
| Villa in cottagestijl                                       |                                   |                                       | Wilrijk      | Vijverlaan 11                                            |                               | 216771  | Villa in cottagestijl                                       |
| Burgerhuis in beaux-artsstijl                               |                                   |                                       | Wilrijk      | Vijverlaan 33                                            |                               | 216854  | Burgerhuis in beaux-artsstijl                               |
| Modernistische meergezinswoning                             |                                   |                                       | Wilrijk      | Vijverlaan 37                                            |                               | 216855  | Modernistische meergezinswoning                             |
| Meergezinswoning in beaux-artsstijl                         |                                   |                                       | Wilrijk      | Vijverlaan 39                                            |                               | 216856  | Meergezinswoning in beaux-artsstijl                         |
| Meergezinswoning in art-decostijl                           |                                   |                                       | Wilrijk      | Cederlaan 23                                             |                               | 216858  | Meergezinswoning in art-decostijl                           |
| Burgerhuis in art-decostijl                                 |                                   |                                       | Wilrijk      | Cederlaan 30                                             |                               | 216859  | Burgerhuis in art-decostijl                                 |
| Burgerhuis in cottagestijl                                  |                                   |                                       | Wilrijk      | Wilgenlaan 56                                            |                               | 217095  | Burgerhuis in cottagestijl                                  |
| Rijwoning in brutalistische stijl                           |                                   |                                       | Wilrijk      | Prieelstraat 16                                          |                               | 300467  | Upload foto                                                 |
| Hoekhuis in brutalistische stijl                            |                                   |                                       | Wilrijk      | Prieelstraat 20                                          |                               | 300468  | Upload foto                                                 |
| Burgerhuis in brutalistische stijl                          |                                   |                                       | Wilrijk      | Prieelstraat 31                                          |                               | 300469  | Upload foto                                                 |
| Hoekhuis in brutalistische stijl                            |                                   |                                       | Wilrijk      | Sint-Augustinuslaan 31                                   |                               | 300470  | Upload foto                                                 |
| Schans XI                                                   |                                   |                                       | Wilrijk      | Ingenieur Haesaertslaan 82                               |                               | 306170  | Upload foto                                                 |

### Bouwkundige gehelen
| Object              | Erfgoedstatus? | Bouwjaar of architect | Deelgemeente | Adres                                                                                          | Coördinaten | Nummer? | Afbeelding          |
| ------------------- | -------------- | --------------------- | ------------ | ---------------------------------------------------------------------------------------------- | ----------- | ------- | ------------------- |
| Sociale woonwijk    |                |                       | Wilrijk      | Hulststraat 12-38, Klaproosstraat 1-19, Pastoor Schattenstraat 1-16, 18, Vaderlandstraat 41-61 |             | 302570  | Sociale woonwijk    |
| Parkwijk De Vallaer |                |                       | Wilrijk      |                                                                                                |             | 302583  | Parkwijk De Vallaer |

District Antwerpen: Antwerpen-Noord · Brederode · Centraal Station · Dam · Eilandje · Haringrode · Harmonie · Havengebied · Historisch Centrum (Oude Stad · Hoogstraat · Groenplaats) · Kiel · Linkeroever · Luchtbal-Rozemaai-Schoonbroek · Markgrave · Meirwijk · Middelheim · Schipperskwartier · Sint-Andries · Stadspark · Tentoonstellingswijk · Theaterbuurt · Universiteitsbuurt · Zuid · Zurenborg

Overige districten: Berchem · Berendrecht-Zandvliet-Lillo · Borgerhout · Deurne · Ekeren · Hoboken · Merksem · Wilrijk

Onroerend erfgoed in de provincie Antwerpen